# M38 (天体)
座標:  05h 28m 43.0s, +35° 51′ 18″
M38 (NGC 1912) はぎょしゃ座にある散開星団。

## 概要
ぎょしゃ座の中で、北からM38、M36、M37の順に並んでいる。双眼鏡では星団を交えた星雲のように見える。小口径の望遠鏡でも星に分解でき、ギリシャ文字のπの形に並んでいるのを確認できる。

## 観測史
1654年以前にジョヴァンニ・バッティスタ・オディエルナによって発見されているが、彼の発見は世に知られず、後の1749年にギヨーム・ル・ジャンティによって独立発見されている。ル・ジャンティは「18フィートの望遠鏡で見て星団に見える」と記している。1764年にシャルル・メシエは「小さい星からできた星団。σ星に近く、先行する2個の星団に近い。四角形で、注意すれば星雲状のものを含んでいないことが分かる」と記している。